# 譲渡担保
譲渡担保（じょうとたんぽ）とは、債権者が債権担保の目的で所有権をはじめとする財産権を債務者または物上保証人から法律形式上譲り受け、被担保債権の弁済をもってその権利を返還するという形式をとる担保方法である。
ただし、広義の譲渡担保には担保の目的物を売却した代金として必要な資金を受け取った上で一定期間内に買い戻す形を取り、債権・債務関係を残さない売渡担保も含まれる。
いずれにせよ、譲渡担保は民法が定める担保権（典型担保）ではなく、判例法上認められてきた非典型担保の一種である。なお、譲渡担保は同様に当事者の設定契約によって生じる担保権である民法上の約定担保物権（質権および抵当権）と類似した効果を持つことが多い。

## 概説
動産を債権の担保とする場合、不動産とは異なり抵当権が設定できず、質権しか用いることができない。しかし、質権では抵当権と異なり、担保の占有権を質権設定者から質権者に移す必要があるため、担保の目的物を担保設定者が継続して使用することができない。この場合、譲渡担保を用いれば、所有権を担保権者に移転しつつ、担保権者が担保設定者に担保の目的物を賃貸（賃料が利息に相当する）するという形で、動産においても抵当権類似の担保を設定することができる。譲渡担保の具体例としては、工場で用いる機材を担保に入れて金を借りる場合などがある（もちろん機材は工場側が従来どおり使い続けることができる）。また、土地などの不動産を担保とする場合、抵当権においては実行手続が煩雑となる（強制執行からの換価処分が原則である）ことから、譲渡担保により簡便な方法（担保物の取得）によって優先弁済を受けることができるというメリットがある。このことから譲渡担保は金融実務上、非常に広く応用されている。

## 譲渡担保の有効性
虚偽表示との関係
通説は譲渡担保は当事者が財産権移転の表示を真になしているものであり虚偽表示（民法第94条）ではないとする。
脱法行為との関係
通説は譲渡担保の社会的機能などを考慮し、譲渡担保は民法第345条や民法第349条には抵触しないとする。
物権法定主義との関係
物権法定主義（民法175条）の下で、なぜ譲渡担保という物権が認められるかについては、「慣習法ないし法の適用に関する通則法第3条（旧法例2条）に基づいて認められる」とある一方、民法施行法35条は「慣習上物権ト認メタル権利ニシテ民法施行前ニ発生シタルモノト雖モ其施行ノ後ハ民法其他ノ法律ニ定ムルモノニ非サレハ物権タル効力ヲ有セス」という規定がある。その両者を加味して理論構成を行う必要がある。

## 譲渡担保の法的構成
譲渡担保をいかに法的に構成するかについては、下記のように争いがある。なお、下記の論述は動産ないし不動産の所有権の譲渡担保を念頭においたものであるが、債権譲渡担保等についても同様に考えてよい。伝統的には所有権的構成と担保的構成に分類されていたが、近時はもっと詳細な分類がなされている。なお、判例は所有権の移転を認めており（第三者異議（最高裁判例 昭和56年12月17日））、一方で、倒産手続においては担保権として取り扱っている。

### 所有権的構成
法的形式を重視すると、譲渡担保設定者から債権者へと担保目的物の所有権が移転し、債権者は担保目的以外に目的物を利用しない債務を負うにとどまると理解することになる。
具体的には、実行段階前での目的物の処分および両当事者の一般債権者からの差押えがなされた場合に、債権者からは第三者が有効に権利を取得でき、設定者からは権利を取得できないのが原則となる。
信託的譲渡説がこれに含まれる。
清算義務を伴う形で判例が採用。

### 担保的構成
譲渡担保の目的である担保としての性質を重視する法的構成である。設定者に何らかの物権（所有権ないし設定者留保権）ないし物権的地位を認める見解である。

#### 担保権的構成
担保権的構成によれば、譲渡担保の設定によって譲渡担保権者に移転するのは、担保目的物の所有権の一部であるところの担保権のみにとどまると理解することになる。
具体的には、実行段階前での目的物の処分および両当事者の一般債権者からの差押えがなされた場合に、債権者からは第三者が担保権のみを有効に取得でき、設定者からは担保権を留保された所有権を有効に取得できるのが原則となる。
担保権説及び抵当権説が含まれることになる。授権説もこれに近い。

## 譲渡担保の設定
譲渡担保の設定は譲渡担保設定契約（債権者に目的物の所有権を移転させ、債務者は目的物を賃借することを内容とする）による。譲渡担保の目的物は、工具や機械などの動産、土地・建物といった不動産、手形・小切手などの有価証券、特許権・ゴルフ会員権・電話加入権など様々である。なお、通常、譲渡担保の被担保債権は金銭債権である。

## 譲渡担保の対抗要件
譲渡担保を第三者に対抗するためには、通常の譲渡の場合の対抗要件によるほかない。動産については引渡し（占有改定がよく用いられる。）又は動産・債権譲渡特例法上の動産譲渡登記、不動産については不動産登記における所有権移転登記、指名債権については確定日付ある証書による通知若しくは承諾又は動産・債権譲渡特例法上の債権譲渡登記である。もっとも、これらはあくまで譲渡の対抗要件であり、譲渡担保であることについてまで対抗できるわけではない。登記による場合には、登記原因として譲渡担保と記載することができるが、譲渡担保権者が実行によって担保物件を取得した場合にもそのままであるから、第三者からは譲渡担保によって譲渡されたことが分かるのみで、譲渡担保権者が完全に所有権を取得したか否かは分からないのである。

## 譲渡担保の効力

### 対内的効力
- 目的物の範囲

抵当権の規定が準用されるものと解されている。
- 目的物の利用

設定者の目的物の利用について、所有権的構成によれば賃貸借上の目的物の利用を根拠とすることになり、担保的構成によれば譲渡担保の実質的な機能から当然に可能ということになる。所有権的構成を徹底すると賃料が不払いの時には民法の規定により契約解除や目的物引渡請求ができることになるが、担保的構成を徹底すると当然には契約解除や目的物引渡請求はできないことになる。この点については折衷的に構成する学説もある。

### 対外的効力
とくに不動産譲渡担保の場合、形式上被担保権者が、所有者になっていることを奇貨として、目的不動産を第三者に譲渡してしまうことがある。このような場合、判例は、設定者から担保権者に対する損害賠償請求を基本的には認諾するものの、第三者が確定的に不動産を取得するという姿勢である。第三者の善意悪意を問わず、背信的悪意者である場合も同様とする。

## 譲渡担保の実行
譲渡担保の実行には、帰属清算型と処分清算型がある。裁判によることのない私的実行である。
- 帰属清算型

債権者が目的物を取得し、目的物の適正な価額と被担保債権の価額との差額分を債務者に返還して清算する方法
- 処分清算型

債権者が目的物を第三者に処分して、その代価の中から債権者が優先弁済を受け取り、被担保債権の価額との差額分を債務者に返還して清算する方法
いずれの類型にしても譲渡担保の実行においては常に清算（担保目的物の価額 - 被担保債権額）が必要となる。この精算金の支払いと担保目的物の引渡しは同時履行の関係に立つものと解され、精算金が支払われるまで担保権設定者には留置権が認められる。

## 集合物譲渡担保

### 意義
集合物上に設定される譲渡担保が集合物譲渡担保（流動動産譲渡担保）である。

### 問題点
- 単一性・独立性の問題

法的構成には集合的構成と分析的構成の対立がある。
集合物論
集合体そのものを内容の変動にもかかわらず一個の物として捉え、それに譲渡担保が成立するとする判例、通説の見解。
分析論
集合体を構成する個々の動産ごとに加入することを停止条件として譲渡担保が設定され、占有改定がなされ、集合体から離脱することを解除条件として譲渡担保の目的物で無くなるとする見解。
- 特定性の問題

判例は、「構成部分の変動する集合動産であつても、その種類所在場所及び量的範囲を指定するなどの方法により目的物の範囲が特定される場合には、一個の集合物として譲渡担保の目的となりうる。」としている。